# Txornomorske
Txornomorske (en ucraïnès: Чорноморське, tàtar de Crimea: Aqmeçit, rus: Черноморское, Txernomorskoie) és un assentament de tipus urbà (un possiólok) de la República Autònoma de Crimea a Ucraïna, que el 2019 tenia 11.379 habitants. És la seu administrativa del districte homònim.